# 1956 en musique
| \| • Retour à la chronologie générale de la musique populaire • \| |
| XXIe siècle • XXe siècle • XIXe siècle • XVIIIe siècle XVIIe siècle • XVIe siècle • XVe siècle • XIVe siècle XIIIe siècle • XIIe siècle • XIe siècle • Xe siècle IXe siècle • VIIIe siècle • Haut Moyen Âge • Rome • Grèce |
| • Retour à la chronologie générale de la musique populaire • |

| • Retour à la chronologie générale de la musique populaire • |

| Années de la musique populaire : 1953 - 1954 - 1955 - 1956 - 1957 - 1958 - 1959    |
| Décennies de la musique populaire : 1920 - 1930 - 1940 - 1950 - 1960 - 1970 - 1980 |

Cet article présente les faits marquants de l'année 1956 en musique.

## Évènements
- 15 mars : Première représentation à Broadway de la comédie musicale My Fair Lady.
- 21 mars : sortie de Rock Around the Clock, le premier film entièrement consacré au rock 'n' roll, avec Bill Haley et The Platters.
- 10 avril : Adieux à la scène de Joséphine Baker à l’Olympia.
- 24 mai : Premier Grand-Prix Eurovision à Lugano en Suisse.
- 1er septembre : Lors d'un concert, Elvis Presley choque avec son déhanchement jugé trop suggestif.
- novembre : Jacques Brel obtient son premier grand succès avec la chanson Quand on n'a que l'amour.
- 4 décembre : Une séance d'enregistrement informelle au studio Sun, restée célèbre sous le nom Million Dollar Quartet, réunit Jerry Lee Lewis, Carl Perkins, Johnny Cash et Elvis Presley.
- Les succès de Carl Perkins en font un pionnier du rockabilly.
- Royaume-Uni : Vogue du Rock 'n' roll américain, qui rassemble les jeunes gens issus des milieux populaires (teddy boys).
- Création de Les Petits chanteurs de Sainte-Croix de Neuilly
- Sortie du premier album de Gene Vincent, Bluejean Bop, avec en titre phare Be-Bop-A-Lula.
- Magali Noël chante Fais-moi mal Johnny. Les paroles signées Boris Vian sont jugées trop osées et le titre est interdit d'antenne sur les radios. Ce titre s'inscrit parmi les premiers morceaux « rock 'n' roll à la française ».
- Premier album de Dalida, Son nom est Dalida.
- Création du label Fontana.

## Disques sortis en 1956
- Albums sortis en 1956
- Singles sortis en 1956

## Succès de l'année en France
- Eddie et Tania Constantine : L'Homme et l'Enfant
- Georges Brassens : Chanson pour l'Auvergnat
- Charles Aznavour : Sur ma vie
- Lucienne Delyle : Amour, Castagnettes et Tango
- Darío Moreno : Je vais revoir ma blonde
- Annie Cordy : La Ballade de Davy Crockett
- Lucienne Delyle : Au revoir Rome
- Luis Mariano : La Plus belle chose au monde
- Gilbert Bécaud : La Corrida

## Succès internationaux de l’année
Cette liste présente, par ordre alphabétique, les trente titres ayant eu le plus de succès dans les charts internationaux en 1956.
- Bill Doggett : Honky Tonk
- Bill Haley & his Comets : See You Later, Alligator
- Bing Crosby & Grace Kelly : True Love
- Carl Perkins : Blue Suede Shoes
- Chuck Berry : Roll Over Beethoven
- Dean Martin : Memories are made of this
- Doris Day : Que sera, sera (Whatever will be, will be)
- Dreamweavers : It's almost tomorrow
- Elvis Presley : Heartbreak Hotel
- Elvis Presley : Hound Dog
- Elvis Presley : Don't Be Cruel
- Elvis Presley : Love Me Tender
- Fats Domino : Blueberry Hill
- Frankie Laine : A woman in love
- Frankie Lymon & The Teenagers : Why do fools fall in love?
- Gene Vincent : Be-Bop-A-Lula
- Gogi Grant : Wayward wind
- Guy Mitchell : Singing the blues
- Jim Lowe : Green door
- Johnnie Ray : Just walkin' in the rain
- Johnny Cash : I Walk the Line
- Kay Starr : Rock'n roll Waltz
- Little Richard : Long Tall Sally
- Louis Armstrong : Mack the Knife
- Nelson Riddle : Lisbon Antigua (in old Lisbon)
- Pat Boone : I'll be home
- Perry Como : Hot diggity (Dog ziggity boom)
- The Platters : The Great Pretender
- The Platters : My Prayer
- Vic Damone : On the Street where you live

## Naissances
- 14 janvier : Étienne Daho, chanteur français.
- 26 février : Charlélie Couture, chanteur français.
- 8 mars : Rubby Pérez, chanteur dominicain († 8 avril 2025).
- 25 mars : Jock McDonald, chanteur britannique († 26 juillet 2025).
- 18 avril : Francky Vincent, chanteur français.
- 12 mai : Greg Phillinganes, claviériste du groupe de rock Toto.
- 22 mai : Al Corley, chanteur et acteur américain.
- 5 juillet : Terry Chimes, batteur du groupe The Clash.
- 15 juillet : Ian Curtis, chanteur et guitariste britannique († 18 mai 1980).
- 29 août : GG Allin, chanteur de punk hardcore américain († 28 juin 1993).
- 19 septembre : Liz Carroll, compositrice et violoneuse américaine d'origine irlandaise.
- 6 décembre : Randy Rhoads, guitariste de heavy metal américain († 19 mars 1982).

## Principaux décès
- 5 janvier : Mistinguett, chanteuse française.
- 17 juin : Lourival de Carvalho, compositeur et musicien brésilien.
- 26 juin : Clifford Brown, trompettiste américain de jazz.
- 4 novembre : Art Tatum, pianiste américain de jazz.